# Гажаяг
Гажаяг — деревня в составе городского округа Ухта республики Коми.

## Географическое положение
Деревня расположена в 57 километрах на юго-восток от города Ухта.Вдоль юго-восточной границы деревни протекает река Ижма, с юго-запада проходит железная дорога.

## Климат
Климат умеренно-континентальный с коротким прохладным летом и продолжительной морозной зимой. Климат формируется вблизи северных морей в условиях малого количества солнечной радиации и под воздействием интенсивного западного переноса. Особенностью климата является формирование неблагоприятных условий проживания, строительства и эксплуатации инженерных сооружений в зимний период. Зима длится 6 месяцев с октября по апрель. Преобладает устойчивая морозная погода с частыми снегопадами и метелями. Средняя температура января – 17,3ºС. Абсолютная минимальная температура воздуха (-49)ºС. Лето длится три месяца с июня по август с преимущественно прохладной и пасмурной погодой. В течение всего лета возможны заморозки, а также периоды засушливой, жаркой погоды. Средняя температура июля +12,1ºС. Абсолютный максимум равен +35ºС.

## История
Деревня возникла в середине XIX века. В списке населённых мест 1859 - выселок Нямод (Крутая), 8 дворов, 44человека. В 1892 - Крутая, 67 человек. В 1916 в Нямоде было 19 дворов, 102 человека. Наиболее распространённые фамилии - Габов и Мишарин. В 1926 в деревне насчитывалось 15 дворов, 97 человек. На карте 1938 - Нямёд. В 1979 в Гажаяге жил 141 человек, к 1989 осталось 54 человека, в 2000 - 84 человека.

## Население
Постоянное население 75 человек (коми 76%), 58 человек (2010, перепись).